# 宇宙世紀シリーズ
宇宙世紀シリーズ（うちゅうせいきシリーズ）は、『ガンダムシリーズ』の内、第一作「機動戦士ガンダム」の世界設定「宇宙世紀」を舞台にした一連のメディアミックス作品群。
宇宙世紀とは異なる時系列の作品群は「オルタナティブシリーズ」と呼称されている。

## 概要
宇宙世紀シリーズには公式、準公式、非公式、正史、パラレルなど、さまざまな位置づけの作品が存在する。サンライズ（現バンダイナムコフィルムワークス）は映像化を公式の基準としているが、どの媒体の作品を「正史」とするかは明確に定めていない（→宇宙世紀#公式設定の定義、#正史設定の定義）。
のちに「Another U.C.」と呼ばれる“正史の歴史的事実”に縛られずに生まれた一種のパラレルワールド作品の分類も登場した。この用語は2018年に発行された書籍『ガンダム宇宙世紀メモリアル』で公表されたもので、同書籍ではアニメ版の『機動戦士ガンダム THE ORIGIN』と『機動戦士ガンダム サンダーボルト』が含まれるとされた。ただし、この分類は初出時点では明確な定義が示されておらず、2024年に刊行された『機動戦士ガンダム 宇宙世紀ヒストリーBOOK 一年戦争編』において初めて説明がなされた。
『ガンダム宇宙世紀メモリアル』では、一部の書籍作品は「Another Story」として紹介されている。『Another U.C.』と異なり定義は明らかになっていないが、原作版の『ORIGIN』と『サンダーボルト』、『機動戦士ムーンガンダム』『機動戦士ガンダムUC バンデシネ（本編及びEpisode:0）』『機動戦士ガンダムUC(11) 不死鳥狩り』『機動戦士ガンダム 逆襲のシャア ベルトーチカ・チルドレン（漫画版）が挙げられている。また、『機動戦士クロスボーン・ガンダム』も『F91』の正統な続編と紹介した上でこの分類に含まれるとされた。
なお、『機動戦士ガンダム45周年特番〜受け継がれる宇宙〜』では『∀ガンダム』と『Gのレコンギスタ』をオルタナティブ作品に分類していたが、後の公式企画では宇宙世紀シリーズとして扱われている。
書籍『IPのつくりかたとひろげかた』においてガンダムは「世界観IP」と位置づけられ、「ストーリーIP」から脱却したシリーズだと分析されている。著者はアムロ・レイやシャア・アズナブルが作品を背負っているのではなく、宇宙世紀という世界の中に彼らが存在していると述べた。
2021年に発足した『ガンダムプロジェクト』において、“来るべき現実の宇宙世紀に向けて”と題したサステナブルプロジェクト『GUNDAM UNIVERSAL CENTURY DEVELOPMENT ACTION （GUDA）』が始動。このGUDA軸の一環として、「宇宙世紀」を現代社会に捉え直して人口問題・地球環境問題の解決に向けた新しい発想や技術を募集する『ガンダムオープンイノベーション（GOIP）』が発表された（→ガンダムプロジェクト#ガンダムオープンイノベーション）。
2023年にGOIPの公認プロジェクトとして「モビルスーツの社会実装に向けた新しい操縦ロボットのプロトタイピングプロジェクト」「TEAM SPACE LIFEプロジェクト」「グリーンコロニー・プロジェクト」「ビーム・サーベル～プラズマ農業プロジェクト」の展開が発表された。

## 映像
原作が映像媒体の作品、およびそのコミカライズ・ノベライズ（リブート作品を除く）。※は原作が映像媒体ではない作品。

### 1970年代-1980年代
- 「機動戦士ガンダム」 TVアニメ 富野喜幸【全43話】 1979年–1980年
  - 映画「機動戦士ガンダム」 富野喜幸 【3部作】1981年-1982年
  - 小説/富野由悠季 朝日ソノラマ【全3巻】/ 角川書店  1979年–1981年
  - 小説/中根真明 朝日ソノラマ 【全3巻】 1980年
  - 漫画「機動戦士ガンダム (冒険王版)」 岡崎優 秋田書店 【全2巻】 1979年
- 「機動戦士Ζガンダム」 TVアニメ 富野由悠季【全50話】1985年
  - 小説/富野由悠季 講談社【全5巻】 / 角川書店 1985年-1986年
  - 漫画/近藤和久 講談社【全3巻】 / バンダイ【全2巻】 / メディアワークス（旧版【全3巻】 / 新装版【全3巻】 / セレクション版） 1985年–1986年
  - 映画「機動戦士Ζガンダム A New Translation」 富野由悠季 【3部作】2005年-2006年
    - 漫画/田巻久雄、白石琴似、津島直人 角川書店【全3巻】 2005年-2006年
- 「機動戦士ガンダムΖΖ」 TVアニメ 富野由悠季 【全47話】1986年
  - 小説/遠藤明範 講談社【全2巻】 / 角川書店 1986年
  - 漫画/村上としや 講談社（ボンボンKC【全3巻】 / KPC【全2巻】 / KCDX【全2巻】）/  大都社（復刻版【全2巻】、普及版【全2巻】） 1986年
- 「機動戦士ガンダム 逆襲のシャア」 映画 富野由悠季 1988年
  - 小説「機動戦士ガンダム 逆襲のシャア （ハイ・ストリーマー）」 富野由悠季 徳間書店（アニメージュ文庫【全3巻】 / 徳間デュアル文庫 / 復刻版 アニメージュ文庫） 1987年–1988年
  - 小説「機動戦士ガンダム 逆襲のシャア ベルトーチカ・チルドレン」 富野由悠季 角川書店 1988年
    - カセットブック / 復刻版ドラマCD 1989年
    - 漫画/さびしうろあき 角川書店【全7巻】 2014年-2018年

  - 漫画/村上としや 大都社（漫画版ΖΖの復刻版2巻に収録） 1999年
  - 漫画/ときた洸一 講談社（ボンボンKC / KPC / KCDX / KPC復刻版） 1998-1999年
- 「機動戦士ガンダム0080 ポケットの中の戦争」 OVA 高山文彦 【全6話】 1989年
  - 小説/結城恭介 角川書店 1989年
  - 漫画/池原しげと 講談社（ボンボンKC / KPC / KCDX） / 大都社 1989年

### 1990年代
- 「機動戦士ガンダム0083 STARDUST MEMORY」 OVA 加瀬充子、今西隆志 【全13話】 1991年
  - 映画「機動戦士ガンダム0083 ジオンの残光」今西隆志 1992年
  - 小説「機動戦士ガンダム0083」 山口宏 角川書店【全3巻】 1992年
  - 漫画「機動戦士ガンダム0083 星屑の英雄」 松浦まさふみ メディアワークス【全2巻】 2000年–2001年
  - 漫画/加登屋みつる 講談社（KPC / 「大都社版ガンダムF91」「ガンダム短編集(2)」「一年戦争名作選」に収録）1992年
- 「機動戦士ガンダムF91」 映画 富野由悠季 1991年
  - 小説「機動戦士ガンダムF91 クロスボーン・バンガード」 富野由悠季 角川書店【全2巻】 1991年
    - 漫画「機動戦士ガンダムF91 プリクエル」 おおのじゅんじ 角川書店【既刊2巻】 2020年-

  - 漫画/井上大助 講談社 /大都社 1991年
- 「機動戦士Vガンダム」 TVアニメ 富野由悠季【全51話】1993年–1994年
- 「機動戦士ガンダム 第08MS小隊」 OVA 神田武幸、飯田馬之介 【全12話】1996年–1999年
  - 映画「機動戦士ガンダム 第08MS小隊 ミラーズ・リポート」 加瀬充子 1998年
  - 小説/大河内一楼 角川書店【全3巻】 1999年
- 「GUNDAM Mission to the Rise」 大友克洋 20周年記念『ガンダムビッグバン宣言』イベント上映（劇場作品「スチームボーイ」のチケット初回販売版にDVDが付属）  1998年
- 「∀ガンダム」 TVシリーズ 富野由悠季 【全50話】 1999年–2000年
  - 映画「∀ガンダム」 【全2作】富野由悠季 2002年
  - 小説/佐藤茂 角川書店 【全5巻】 1999年–2000年
    - 小説「月に繭 地は果実」福井晴敏 角川春樹事務所【全2巻】 / 幻冬舎(通常版【全3巻】 / 愛蔵版) / 講談社【全2巻】 2000年

  - 漫画/ときた洸一 講談社（ボンボンKC【全2巻】 / KCDX【全2巻】） 1999年–2000年
  - 漫画/曽我篤士 講談社【全5巻】 1999年–2002年

### 2000年代
- 「G-SAVIOUR」 映画グラム・キャンベル 2000年
  - 小説/河原よしえ 集英社 2000年–2001年
  - 漫画/拓人 ファミ通ブロス（未単行本化）
- 「GUNDAM THE RIDE ‐A BAOA QU‐」 シミュレーションライド型アトラクション   2000年
- 「ガンダム新体験 ‐0087‐ グリーンダイバーズ」 プラネタリウムCGシアター 2001年
- 「GUNDAM EVOLVE」 OVA 2001年–2003年
  - OVA「GUNDAM EVOLVE../」 2004年–2007年
    - 漫画「機動戦士ガンダム U.C.戦記 追憶のシャア・アズナブル」 大森倖三 角川書店 2009年
- 「機動戦士ガンダム MS IGLOO  -1年戦争秘録-」 OVA 今西隆志 【全3話】 2004年
  - OVA「機動戦士ガンダム MS IGLOO -黙示録0079-」 今西隆志 【全3話】 2006年
  - 小説/林譲治 角川書店 2005年
  - 漫画
    - 「機動戦士ガンダム MS IGLOO 603」MEIMU 角川書店【全2巻】 2004年-2005年
    - 「機動戦士ガンダム MS IGLOO 黙示録0079」MEIMU 角川書店 2006年
- 「機動戦士ガンダム MSイグルー2 重力戦線」 OVA 今西隆志 【全3話】 2008年–2009年
  - 漫画「機動戦士ガンダム MSイグルー2 重力戦線」MEIMU 角川書店【全2巻】 2009年
- 「リング・オブ・ガンダム」 短編映像 30周年記念『GUNDAM BIG EXPO』イベント上映 2009年
- 「機動戦士ガンダム戦記 アバンタイトル」 OVA ゲーム特典映像 2009年

### 2010年代
- 「機動戦士ガンダムUC」 OVA(※) 古橋一浩 【全7話】 2010年–2014年
  - 漫画「機動戦士ガンダムUC バンデシネ」大森幸三 角川書店【全17巻】 2010年–2016年
    - 漫画「機動戦士ガンダムUCバンデシネEpisode:0」大森幸三 角川書店【全3巻】 2017年–2018年

  - TVシリーズ「機動戦士ガンダムUC RE:0096」 古橋一浩 2016年
  - DOME-G映像「機動戦士ガンダムUC One of Seventy Two」2013年
  - DOME-G映像「機動戦士ガンダムUC ネオ・ジオング、お台場に現る!」 2014年
  - WALL-G映像「機動戦士ガンダムUC A Phantom World」 2016年
  - VR映像「機動戦士ガンダムUC VR 激突・ダイバ上空」 2017年
  - WALL-G映像「機動戦士ガンダムUC ペルフェクティビリティ」 2018年
  - 映像「episode EX 百年の孤独」 バンダイナムコアーツ（「ガンダムUC ep7、BD-BOX Complete Edition」の特典） 2014年
  - 小説「獅子の帰還」 福井晴敏 バンダイナムコアーツ（「ガンダムUC BD-BOX Complete Edition」の特典） 2019年
    - ドラマCD バンダイナムコアーツ（「ガンダムNT」BD特典） 2019年
    - 漫画「機動戦士ガンダムUC episode EX2 獅子の帰還」  玉越博幸 角川書店 2019年-2020年
- 「ガンダムさん」 TVアニメ(※) まんきゅう 【全13話】 2014年
- 「ガンダム Gのレコンギスタ」 TVシリーズ 富野由悠季 【全26話】 2014年-2015年
  - 漫画/太田多門 角川書店【既刊4巻】 2014年-
  - イベント上映「ガンダム Gのレコンギスタ FROM THE PAST TO THE FUTURE」 2015年
- 「機動戦士ガンダム THE ORIGIN」 OVA(※) 安彦良和 【全6話】 2015年-2018年
- 「機動戦士ガンダム サンダーボルト（第1シーズン）」  OVA(※) 2015年-2016年
  - 第2シーズン OVA 2017年
  - 映画「機動戦士ガンダム サンダーボルト DECEMBER SKY」 2016年
  - 映画「機動戦士ガンダム サンダーボルト BANDIT FLOWER」 2017年
- 「機動戦士ガンダム Twilight AXIS」 Webアニメ(※) 金世俊 2017年
  - OVA「機動戦士ガンダム Twilight AXIS 赤き残影」 2017年
- 「機動戦士ガンダムNT」 映画(※) 吉沢俊一 2018年
  - 漫画 大森倖三 角川書店 【既刊3巻】 2018年-
- 「機動戦士ガンダム 光る命 Chronicle U.C.」 映像 福井晴敏 バンダイナムコアーツ（「U.C.ガンダムBlu-rayライブラリーズ」の特典） 2019年 /「編集版」 ガンダムチャンネル 2021年

### 2020年代以降
- 「機動戦士ガンダムG40」 Webアニメ 2020年
- 「機動戦士ガンダム 閃光のハサウェイ」 映画(※) 【3部作（予定）】2021年-
- 「機動戦士ガンダム ククルス・ドアンの島」 映画 安彦良和 2022年
- 「機動戦士ガンダム：銀灰の幻影」 VRアニメ 鈴木健一 2024年
- 「機動戦士ガンダム 復讐のレクイエム」 Webアニメ エラスマス・ブロスダウ 2024年
- 「機動戦士Gundam GQuuuuuuX」 TVシリーズ 鶴巻和哉 2025年
  - 「機動戦士Gundam GQuuuuuuX -Beginning-」 映画（劇場先行版） 2025年

## 漫画
漫画作品とそのノベライズ。

### 1980年代
- 「MS戦記 機動戦士ガンダム0079外伝」 高橋昌也、近藤和久 講談社（ボンボンKC / KPC）/ バンダイ / メディアワークス 1984年
- 「IRON HEART」 藤田一己 ビークラブ（未単行本化）　1986年
- 「ニュータイプ戦史」 小林誠 角川書店（月刊ニュータイプ付録冊子に収録）1987年
- 「機動戦士ガンダム 逆襲のアムロ」 岡崎武士 SDクラブ（未単行本化） 1988年
- 「機動戦士ガンダム ジオンの再興」 近藤和久 角川書店（ニュータイプ100%コミックス / 角川CA復刻版） 1988年
  - 「機動戦士ガンダム 新ジオンの再興」 近藤和久 角川書店 【全1巻】 2010年-2011年
  - 「機動戦士ガンダム ジオンの再興 レムナント・ワン」 近藤和久 角川書店 2020年-
- 「STAMPEDE ミノフスキー博士物語」 沖一、高橋昌也 バンダイ（「ガンダムジェネレーション1」に収録） 1988年
- 「ルウム戦記」 漫画 赤井孝美 バンダイ（「ガンダムジェネレーション2」に収録） 1988年
- 「あしたのガンダム」 漫画 島本和彦 バンダイ（「ガンダムジェネレーション1」 / 「島本和彦ヒーロー傑作選」 / 「島本和彦ヒーロー傑作選」に収録） 1988年
- 「異なる人々」 そうま竜也 バンダイ（「ガンダムジェネレーション1」「そうま竜也作品集」に収録） 1988年
- 「Gの影忍」 こやま基夫  PCコミックス「1990年版」 / メディアワークス「完璧版」「2005年版」/ 復刊ドットコム「新装版」 1988年-1994年
  - ゲームブック「Gの影忍 太陽系の秘宝」 バンダイ
- 「整備しちゃうぞ！」 あろひろし  バンダイ（「ガンダムジェネレーション2」に収録） 1988年
- 「ダブルフェイク アンダー・ザ・ガンダム」 朝霧鉄矢、うしだゆうじ バンダイ / メディアワークス 1988年-1989年
- 「Jupiter Mirage」  GAINAX、仁木ひろし、小林誠、田中雅人 バンダイ（「ガンダムジェネレーション3」に収録） 1988年
- 「宇宙戦艦ハーレムノクターン」 安永航一郎 バンダイ（「ガンダムジェネレーション1」に収録） 1988年
- 「WAGON SALE」 漫画 奈和浩子 バンダイ（「ガンダムジェネレーション2」に収録） 1988年
- 「Gの伝説 機動戦士ガンダム外伝」 小林誠 バンダイ 1988年-1989年
- 「機動戦士ガンダム0080サイドストーリー BURN STORMER」 大連（栗橋伸祐） バンダイ（「ガンダムジェネレーション」1巻、2巻に収録） 1989年
- 「ここだけのガンダム0080 少年アル」 ひぐちきみこ バンダイ（「VISUAL COMIC 機動戦士ガンダム0080 vol.1」「ガンダムジェネレーション」2巻、3巻に収録） 1989年
- 「F.φ.U」  西崎まりの バンダイ（「ガンダムジェネレーション4」に収録） 1989年
- 「MOON RAIN」 夢野レイ バンダイ（「VISUAL COMIC 機動戦士ガンダム0080 vol.1」「ガンダムジェネレーション1」に収録） 1989年
- 「緑の館 GREEN MANSIONS」 本多将 バンダイ（「VISUAL COMIC 機動戦士ガンダム0080 vol.1」「ガンダムジェネレーション1」に収録） 1989年
- 「機動戦士ガンダム 海底100,000糎の死闘」 秋本行治 バンダイ（「ガンダムジェネレーション2」に収録） 1989年
- 「機動戦士ガンダム MSジェネレーション」 中原れい バンダイ【全2巻】 / メディアワークス【全1巻】 1989年-1990年
- 「魔法の少尉ブラスターマリ」 池田恵 バンダイ / メディアワークス 1989年-1990年
- 「機動戦士Zガンダム ユーロサーカス」 そうま竜也 PCコミックス（未単行本化） 1989年-未完
- 「ガンダム 空手一代」 松本久志 バンダイ（「ガンダムジェネレーション4」に収録） 1989年
- 「機動戦士ガンダム プログラム=マスター」 松浦まさふみ バンダイ（「ガンダムジェネレーション1」に収録） 1989年
- 「機動戦士ガンダム アイシム」 夢月なな バンダイ（「VISUAL COMIC 機動戦士ガンダム0080 Vol.2」に一部収録） 1989年-1990年

### 1990年代
- 「機動戦士ガンダム 英雄伝説」 青木健太、松川健一 SDクラブ（未単行本化） 1990年
- 「機動戦士Vガンダム外伝」 長谷川裕一 角川書店（「逆襲のギガンティス」に収録） /  新装版（「機動戦士Vガンダム プロジェクト・エグソダス」）  1990年
- 「機動戦士バロムガンダム」 松本久志 バンダイ（「ガンダムジェネレーション2」に一部収録） 1990年-1991年
- 「実録 ジオン体育大学」 ローマ帝国堂 バンダイ（「ガンダムジェネレーション2」、同人誌「バカがゾックでやって来る！」に収録） 1990年-1991年
- 「デュアル・ハーツ（機動戦士ガンダム デュアル・ハート）」 加藤文克 サイバーコミックス（未単行本化） 1990年
- 「アルマリア」  福地仁 バンダイ（「ダブルフェイク・アンダー・ザ・ガンダム」に収録） 1990年
- 「ロボゾック」 安永航一郎 バンダイ（「ガンダムジェネレーション4」、同人誌「バカがゾックでやって来る！」に収録） 1990年
- 「鋼鉄の処女」 海明寺裕 バンダイ（「ガンダムジェネレーション3」に一部収録） 1990年-1991年
- 「アウターガンダム」 松浦まさふみ バンダイ / 電撃コミックス 1990年-1992年
- 「NIGHT=HAWKS!」 此路あゆみ バンダイ（「ガンダムジェネレーション」3巻、4巻に一部収録） 1990年-1991年
- 「強化人間物語 ANOTHER Z GUNDAM STORY」 森下薫 バンダイ 1991年-1992年
  - 「強化人間物語 MAD WANG 1160」 森下薫　バンダイ 1994年-1995年
- 「機動戦士ガンダム サイゴン0081」 たけばしんご サイバーコミックス（未単行本化） 1991年-未完
- 「機動戦士VS伝説巨神 逆襲のギガンティス」 長谷川裕一 学習研究社 / 角川書店（「機動戦士Vガンダム外伝」「機動戦士Vガンダム プロジェクト・エグソダス」に収録）
- 「機動戦士ガンダム0079」 近藤和久 メディアワークス【全12巻】 1992年-2005年
- 「機動戦士ガンダム0084 Psi-trailing」 バンダイ（同人誌「廊」に収録） 1993年
- 「機動戦士ΖΖガンダム シーサイドパニック」 水原賢治 バンダイ（同人誌「廊」に収録） 1993年
- 「機動戦士ガンダム ムーンクライシス」 松浦まさふみ バンダイ / メディアワークス（メディアコミックス版 / 電撃コミックス版【全2巻】） 1993年-1994年
  - 漫画「機動戦士ガンダム 敵中逃亡者」 バンダイ（電撃コミックス版「ムーンクライシス」に収録） 1996年
- 「機動戦士クロスボーン・ガンダム」 長谷川裕一 角川書店【全6巻】 / 普及版【全2巻】 / 新装版【全6巻】 1994年–1997年
  - 漫画「機動戦士クロスボーン・ガンダム　スカルハート」 長谷川裕一 角川書店【全1巻】 2005年
  - 漫画「機動戦士クロスボーン・ガンダム 鋼鉄の7人」 長谷川裕一 角川書店【全3巻】 2006年–2007年
  - 漫画「機動戦士クロスボーン・ガンダム ゴースト」 長谷川裕一 角川書店【全12巻】 2011年-2016年
  - 漫画「機動戦士クロスボーン・ガンダム Dust」 長谷川裕一 角川書店【全13巻】 2016年-2021年
  - 漫画「機動戦士クロスボーン・ガンダム X-11」 長谷川裕一 角川書店【既刊-巻】 2021年-
- 「機動戦士ガンダムReon」 松浦まさふみ メディアワークス 1994年-1995年
- 「ポケットの中の戦争」 水原賢治 メディアワークス（同人誌「廊」に収録） 1994年
- 「新MS戦記 機動戦士ガンダム短編集」 近藤和久 メディアワークス 1996年
- 「機動戦士ガンダム 極東MS戦線記」 高山瑞穂 講談社 （「ガンダム短編集」1巻に収録）1997年
- 「機動戦士ガンダム外伝 ジオンの赤い稲妻」 おとといきたろう 講談社 （「ガンダム短編集」1巻に収録）1997年
- 「DEAD ZONE」 馬場康誌 講談社（「ガンダム短編集」1巻に収録）1997年
- 「機動戦士ガンダムZZ 悪夢の戦場」 服部健吾 ボンボン増刊号（未単行本化） 1997年
- 「ガンダムパイロット列伝 蒼穹の勇者達」 沖一 ホビージャパン（単行本：ソニーマガジンズ / 講談社）1998年

### 2000年代
- 「機動戦士ガンダムTHE ORIGIN」安彦良和 角川書店【全24巻】 2001年–2011年
  - 漫画「機動戦士ガンダムTHE ORIGIN シャアとキャスバル（11才）」 谷和也 角川書店 2015年
  - 漫画「機動戦士ガンダムTHE ORIGIN 笑劇のまるごとルウム会戦編」 谷和也 角川書店 2016年-2018年
  - 漫画「機動戦士ガンダムTHE ORIGIN 笑劇のまるごとシャア・セイラ編」」 谷和也 角川書店 2016年
- 「機動戦士ガンダム C.D.A. 若き彗星の肖像」 北爪宏幸 角川書店【全14巻】 2001年–2009年 
  - 漫画「アクシズのハマーンさん」 井上行広 角川書店【全2巻】 2003年–2006年
- 「機動戦士ガンダムさん」大和田秀樹 角川書店【既刊18巻】 2001年-
  - 漫画「ガンダム創世（単行本タイトル：「ガンダム」を創った男たち。）」 大和田秀樹 角川書店【全2巻】 2009年-2011年
- 「ジオン少女物語」 介錯 角川書店（「機動戦士ガンダム THE ANTHOLOGY」1巻に収録） 2001年
- 「機動戦士ガンダム エコール・デュ・シエル」美樹本晴彦 角川書店【既刊12巻】 2001年–
  - 小説「天空の少女」中原健一 角川書店【全2巻】2002年–2004年
- 「Developers 機動戦士ガンダム Before One Year War」 山崎峰水 角川書店 2001年–2003年
- 「OVER THE MIND」 藤岡建機 角川書店（「A.O.Z Re-Boot ガンダム・インレ-くろうさぎのみた夢-」1巻に収録） 2003年
- 「無重力の虹」 寺田克也 角川書店（「機動戦士ガンダム THE ANTHOLOGY」1巻に収録） 2002年
- 「いつか きっと」 皇なつき 角川書店（「機動戦士ガンダム THE ANTHOLOGY」1巻に収録） 2002年
- 「機動戦士ガンダム 宇宙のイシュタム」 飯田馬之介 2003年–2006年
- 「BIG CLOW」 松田未来 角川書店（「機動戦士ガンダム THE ANTHOLOGY」2巻に収録） 2003年
- 「皇女陛下のレジェンドラ号」 松田未来 ガンダムエース（未単行本化） 2003年
- 「地の底ふかく」 西川魯介 ガンダムエース（未単行本化） 2003年
- 「蒼空の長槍 Blue Sky in 0087」 松田未来 ガンダムエース（未単行本化） 2004年
- 「機動劇団はろ一座」 株式会社ボトルキューブ ガンダムエース（未単行本化） 2004年
  - 漫画「帰ってきた機動劇団はろ一座」  株式会社ボトルキューブ ガンダムエース（未単行本化） 2007年
- 「GUNDAM LEGACY」 夏元雅人 角川書店【全3巻】 2005年–2009年
- 「機動戦士ゼータガンダム1/2」 長谷川裕一 角川書店 2005年-2006年
- 機動戦士Ζガンダム デイアフタートゥモロー ―カイ・シデンのレポートより― ことぶきつかさ 角川書店【全2巻】 2006年–2007年
  - 漫画「機動戦士ガンダム デイアフタートゥモロー ―カイ・シデンのメモリーより―」ことぶきつかさ 角川書店【全2巻】 2009年-20012年
- 「クロスディゾルブ」 赤津豊 ゼータガンダムエース（未単行本化） 2006年
- 「円卓の白い騎士 サラ・ザビアロフ物語」 K2商会 ゼータガンダムエース（未単行本化） 2006年
- 「機動戦士ガンダム バニシングマシン」 近藤和久 角川書店【全4巻】 2006年-2010年
- 「MS海洋戦記 眼下の宇宙」 西川伸司 講談社（「ガンダム短編集3巻」に収録） 2006年
- 「機動戦士ガンダム喧嘩列伝 アムロ10番勝負！」 津島直人 講談社（「ガンダム短編集3巻」に収録） 2006年
- 「機動戦士ガンダム エクスプロージョン」 杉山実 講談社（「ガンダム短編集3巻」に収録） 2006年
- 「爆！ガンダムマン」 松本久志 講談社（「ガンダム短編集3巻」に収録） 2006年
- 「機動戦士ガンダム 第08MS小隊U.C.0079＋α」 飯田馬之介 角川書店【全4巻】 2007年–2009年 / 「Tribute」角川書店　2011年
- 「機動戦士ガンダム オレら連邦愚連隊」 曽野由大 角川書店【全5巻】 2007年–2009年
  - 漫画「機動戦士ガンダム アッガイ北米横断2250マイル」曽野由大 角川書店【全1巻】 2009年
  - 漫画「機動戦士ガンダム カタナ」曽野由大 角川書店【全7巻】 2009年–2013年
- 「機動戦士ガンダムΖΖ外伝 ジオンの幻陽」 森田崇 角川書店【全2巻】 2007年–2008年
- 「機動戦士ガンダムMSV戦記 ジョニー・ライデン」 長谷川裕一 講談社 2007年
- 「機動戦士ガンダム ギレン暗殺計画」 Ark Performance 角川書店【全4巻】 2007年–2010年
- 「機動戦士ガンダム ハイブリッド4コマ大戦線」 谷和也 角川書店【全5巻】 2007年-2013年
  - 漫画「機動戦士ガンダムUC ハイブリッド4コマ大戦線」谷和也 角川書店（ハイブリ4コマの単行本に収録） 2010年-
  - 漫画「機動戦士ガンダムUC 4コマ」 谷和也 角川書店【全3巻】
- 「機動戦士ガンダム ゼロの旧ザク」 岡本一広 角川書店【全2巻】 2008年–2010年
- 「機動戦士ガンダムMS BOYS -ボクたちのジオン独立戦争-」 高山瑞穂 角川書店【全2巻】 2009年–2010年

### 2010年代
- 「機動戦士ガンダム 光芒のア・バオア・クー」 Ark Performance 角川書店 2010年
- 「機動戦士ガンダム 逆襲のシャア BEYOND THE TIME」 久織ちまき 角川書店【全2巻】 2010年-2013年
- 「機動戦士ガンダム ジオン公国幼年学校」 新條まゆ 角川書店【既刊2巻】 2010年-休載
- 「ガンダム4コマ最前線」 アンソロジー[注 2] 角川書店【全2巻】 2010年-2012年
- 「機動戦士ガンダムUC テスタメント」虎哉孝征 角川書店【全1巻】 2010年
- 「機動戦士ガンダムUC 『袖付き』の機付長は詩詠う」白石琴似 角川書店【全2巻】 2010年–2013年
- 「機動戦士ガンダムUC 星月の欠片」 森田崇 角川書店【全2巻】 2010年–2014年
- 「機動戦士ガンダム THE MSV」 近藤和久 角川書店 【全3巻】 2011年-2013年
- 「機動戦士Ζガンダム Define」 北爪宏幸 角川書店 【既巻16巻】 2011年-
- 「砂漠のU.C.0079」 葛木ヒヨン ガンダムエース（未単行本化） 2011年
- 「機動戦士ガンダム サンダーボルト」 漫画（原作） 太田垣康男 小学館 【既刊10巻】 2012年-
- 「機動戦士ガンダム0083 REBELLION」 夏元雅人 角川書店 【全16巻】 2013年-2021年
- 「機動戦士ガンダムUC 虹にのれなかった男」葛木ヒヨン 角川書店 2013年
- 「機動戦士ガンダム 黒衣の狩人」 万乗大智 小学館 2012年-2013年
- 「機動戦士ガンダム FAR EAST JAPAN」 大谷アキラ 小学館 【全2巻】 2013年
- 「機動戦士ガンダム 名も無き戦場」 近藤和久 角川書店 【全2巻】 2013年-2014年
- 「機動戦士ガンダム U.C.0094 アクロス・ザ・スカイ」葛木ヒヨン 角川書店【全4巻】 2013年–2014年
  - 「機動戦士ガンダム U.C.0096 ラスト・サン」葛木ヒヨン 角川書店【全6巻】 2014年-2017年
- 「A.O.Z Re-Boot ガンダム・インレ-くろうさぎのみた夢-」 藤岡建機 アスキー・メディアワークス【既刊 漫画版6巻】 2014年-
- 「機動戦士ガンダム ANAHEIM RECORD」 近藤和久 角川書店【全4巻】 2014年-2017年
- 「機動戦士ガンダム アグレッサー」 万乗大智 小学館【既刊14巻】 2014年-
- 「アッガイ博士」 曽野由大 角川書店 【全2巻】 2015年-2016年
- 「機動戦士ガンダム ヴァルプルギス」 葛木ヒヨン 角川書店 【全10巻】 2017年-2023年
- 「機動戦士ムーンガンダム」 虎哉孝征 角川書店【既刊5巻】 2017年-
- 「アストナージ・メドッソのメソッド」 川崎順平 角川書店（「シャアとアムロと老いと　ー安らぎの地平へー」に収録） 2017年
- 「エクスマキナの邂逅」 玉越博幸 ガンダムエース（未単行本化）2018年

### 2020年代以降
- 「機動戦士ガンダム バンディエラ」 加納梨衣 小学館【全6巻】 2020年-2022年
- 「ラル飯〜ランバ・ラルの背徳ごはん〜」 谷和也 料理監修：鈴木小波 角川書店 【既刊6巻】 2020年-
- 「機動戦士ガンダム ピューリッツァー -アムロ・レイは極光の彼方へ-」 シナリオ：大脇千尋 作画：才谷ウメタロウ 2021年-
- 「機動戦士ガンダム ポケットの中の戦争」 玉越博幸 角川書店 2021年-
- 「機動戦士ガンダム RUST HORIZON」 シナリオ：吉野弘幸 作画：寺田ケンイチ 集英社 2022年-

## 小説・フォトストーリー
小説・フォトストーリー作品とそのコミカライズ。

### 1980年代
- 「WHITE-BASE LIVE」 小説：松崎健一 作画：美樹本良晴 みのり書房（「ガンダムセンチュリー」に収録） 1982年
- 「ウィリアム・A・ブリッジマンの手記」 マイアニメ（未単行本化） 1985年
- 「白い夜」 鈴木裕美子 学習研究社（「Zガンダムパーフェクトガイド」に収録） 1985年
- 「Shuttle Gundam」 ホビージャパン（「HOW TO BUILD GUNDAM 3」に収録） 1986年
- 「フォウ・ストーリー そして、戦士に…」 遠藤明範 徳間書店 / 角川書店 1986年
- 「ZIONの星 MOBILE SUIT in ACTION」 ホビージャパン （「HOW TO BUILD GUNDAM 4」に途中まで収録） 1986年
- 「素描 エルピー・プル」 角川書店（月刊ニュータイプ付録冊子に収録）1987年
- 「Sensitive Eyes of Sisters 優しすぎた妹たち」 鈴木裕美子　学習研究社（別冊アニメディア 機動戦士ガンダムZZ PART.2に収録） 1987年
- 「ガイア・ギア」 富野由悠季  角川書店【全5巻】 1987年
  - ラジオドラマ版 文化放送 1992年
- 「ガンダム・センチネル」  大日本絵画 1987年-1990年
  - 小説「ALICEの懺悔」 高橋昌也 大日本絵画  1987年-1988年
  - フォトストーリー「ガンダムセンチネル0079」 モデルグラフィックス（未単行本化） 1990年
- 「タイラント・ソード」 藤田一己 ホビージャパン（未単行本化） 1987年-1988年
- 「TOP GUNDAM」  山口宏、小林誠 バンダイ（「ガンダムジェネレーション2」「0080ビジュアルコミック」に一部収録） 1988年
- 「クリスが見る夢」山賀博之 徳間書店（アニメージュの付録冊子） 1989年
- 「機動戦士ガンダム 閃光のハサウェイ」 富野由悠季 角川書店【全3巻】 1989年–1990年
  - 漫画/さびしうろあき 角川書店【既刊-巻】 2021年-

### 1990年代
- 「MS ERA 0001〜0080 ガンダム戦場写真集[注 3]」 メディアワークス 1990年
  - ムック「M.S.ERA0099 機動戦士ガンダム戦場写真集」 メディアワークス 1999年 / 廉価版 2008年
- 「U.C.ガンダムメカニカルヒストリー[注 3]」 ビークラブ（未単行本化） 1991年
- 「月刊MSジャーナル[注 3]」 ビークラブ（未単行本化） 1991年-1992年
- 「機動戦士ガンダム 戦略戦術大図鑑―1年戦争全記録[注 3]」 バンダイ 1991年
- 「密会 アムロとララァ」 富野由悠季 角川書店（角川mini文庫【全2巻】/ 角川スニーカー文庫） 1997年
- 「機動戦士ガンダム 第08MS小隊外伝 TRIVIAL OPERATION」 飯田馬之介 電撃ホビーマガジン（未単行本化） 1999年
- 「機動戦士ガンダム ソロモン・エクスプレス 」小林誠 電撃ホビーマガジン（未単行本化） 1999年
  - フォトストーリー「ソロモン・エクスプレス2 ミステリー・オブ・サイコミュシステム」 電撃ホビーマガジン（未単行本化） 2000年

### 2000年代
- 「機動戦士ガンダム ファントム・ブレット」 兵頭一歩 メディアワークス（「ガンダム0083 withファントム・ブレット3D&設定資料集」に収録） 2002年
- 「ADVANCE OF Ζ ティターンズの旗のもとに（フォトストーリー版）」 今野敏 メディアワークス【全6巻】 2002年–2008年
  - 小説/今野敏 メディアワークス（電撃ホビーブックス【全2巻】 / メディアワークス文庫） / 角川書店 2008年
  - 漫画/みずきたつ メディアワークス【全4巻】 2003年–2008年
- 「機動戦士ガンダム公式設定集 アナハイム・ジャーナル U.C.0083-0099[注 3]」 エンターブレイン、サンライズ 2004年
- 「U.C.ARCHIVE[注 3]」 電撃ホビーマガジン（未単行本化） 2004年-2005年（偶数月）
- 「マスターピース[注 3]」 ソフトバンククリエイティブ 2006年
  - ムック「マスターピース ロールアウト MSZ-006 ゼータ・ガンダム」 ソフトバンククリエイティブ 2008年
  - ムック「マスターピース MSZ-010 ダブルゼータ・ガンダム」ソフトバンククリエイティブ 2008年
  - ムック「マスターピース ロールアウト MSZ-010 ダブルゼータ・ガンダム」ソフトバンククリエイティブ 2009年
- 「ガンダムMSグラフィカ」 ソフトバンククリエイティブ、サンライズ 2006年
- 「機動戦士ガンダムUC」 福井晴敏 角川書店（角川コミックス・エース【全10巻】 / 角川文庫【全10巻】 / 角川スニーカー文庫【全10巻】）2007年–2009年

### 2010年代
- 「ADVANCE OF Ζ 刻に抗いし者」 神野淳一 アスキー・メディアワークス 地上編【全4巻】/宇宙編【全4巻】  2010年-2012年
  - ビジュアルムック  アスキー・メディアワークス【全3巻】  2011年 - 2013年
  - 漫画/暁葉悠 アスキー・メディアワークス【既刊1巻】 2013年-休載
  - 小説「審判のメイス」（刻に抗いし者ビジュアルムックに一部収録）2012年
    - 漫画「機動戦士Zガンダム外伝 審判のメイス」 原作：神野淳一 作画：ROHGUN アスキー・メディアワークス【全3巻】 2016年
- 「マスターアーカイブ[注 3]」 ソフトバンククリエイティブ【既刊9冊】 2010年-
  - ムック「モビルスーツアーカイブ」 ソフトバンククリエイティブ【既刊3冊】 2015年-
- 「機動戦士ガンダム ブレイジングシャドウ」 板倉俊之 角川書店 【全4巻】 2013年-2016年
- 「機動戦士ガンダム Twilight AXIS」  ストーリー構成:Ark Performance 執筆:中村浩二郎 矢立文庫 2016年-2017年
  - 漫画/蒔島梓 講談社 【全3巻】 2017年-2019年
- 「アナハイム・ラボラトリー・ログ」 脚本：石井誠、高村泰稔 矢立文庫 2016年-（休載中）

### 2020年代以降
- 「機動戦士ガンダム 異世界宇宙世紀 二十四歳職業OL、転生先でキシリアやってます」 小説：築地俊彦 イラスト：NOCO 角川書店【全2巻】 2020年-2021年

## ゲームブック・リプレイ
- 「Z GUNDAM（ゲームブック）」拓唯 ホビージャパン【全2巻】 1986年
- 「MOBILE SUIT GUNDAM ΖΖ（ゲームブック）」拓唯 ホビージャパン【全3巻】 1986年-1987年
- 「機動戦士ガンダム0079 灼熱の追撃」 山口宏、勁文社 / バンダイ 1986年
- 「機動戦士ガンダム 最期の赤い彗星」 山口宏、勁文社 / バンダイ 1986年
- 「機動戦士ガンダム0087 ジェリド出撃命令」 山口宏、勁文社 / バンダイ 1987年
- 「機動戦士ガンダム シャアの帰還」 草野直樹、日高誠之 勁文社 1988年
- 「機動戦士ガンダム0080 消えたガンダムNT」 バンダイ 1988年
- 「ガンダム・カバード ネメシスの天秤」ホビージャパン（未単行本化） 1998年

## MSV
- 「MSV（機動戦士ガンダム MSV）」 1983年-1984年
  - 「GUNDAM MSV エースパイロット列伝」 石橋謙一 講談社（「復刻版ガンダムマガジン コンプリートBOX」で小冊子化） 1983年
- 「MS-X」 講談社（未単行本化） 1985年
- 「Z-MSV」ビークラブ（未単行本化） 1986年
- 「ZZ-MSV」
- 「CCA-MSV」
- 「M-MSV」 SDクラブ（未単行本化） 1990年
  - 小説 「モビルスーツコレクション・ノベルズ」 SDクラブ（未単行本化）　1990年
  - 漫画 「シークレットフォーミュラ」 SDクラブ（未単行本化）　1990年-1991年
- 「MSV90」 ボンボン（未単行本化）1990年
- 「F.M.S」
- 「F91-MSV」
- 「機動戦士ガンダムF90」 山口宏、中原れい バンダイ / メディアワークス 1990年-1991年
  - 「機動戦士ガンダムF-90」 神田正宏 SDクラブ（未単行本化） 1990年-1991年
  - 「機動戦士ガンダムF90 ファステストフォーミュラ」 今ノ夜きよし 【既刊4巻】 角川書店 2019年-
- 「機動戦士ガンダム シルエットフォーミュラ91」 やすだひろし メディアワークス 1992年-1995年
  - 小説 サンライズ企画部 模型情報（未単行本化） 1992年–1993年
  - 漫画「クラスターガンダム編（フォーミュラ91の亡霊）」 岩村俊哉 講談社（「ガンダム短編集2巻」に収録） 1994年
- 「NEWモビルスーツバリエーション（V-MSV）」
- 「ハーモニー・オブ・ガンダム」
- 「MSV-R（機動戦士ガンダムMSV-R）」 角川書店（「連邦編」「ジオン編」「ザク編」に一部収録） 2009年-2013年
  - 漫画「機動戦士ガンダム MSV-R ジョニー・ライデンの帰還」 Ark Performance 角川書店【全26巻】 2010年-2023年
  - 漫画「機動戦士ガンダム MSV-R アクショングラフィック編」 兼房光 角川書店【全2巻】 2011年-2014年
  - 小説「機動戦士ガンダム MSV-R ザ・トラブルメーカーズ」 孝岡春之介 高崎とおる アスキー・メディアワークス 【全2巻】 2013年-2014年
    - フォトストーリー版 アスキー・メディアワークス（グラフィックドキュメント2に収録）2013年-2014年

  - 漫画「機動戦士ガンダム MSV-R 宇宙世紀英雄伝説 虹霓のシン・マツナガ」 虎哉孝征 角川書店【全9巻】 2012年-2017年
- 「UC-MSV」
  - 漫画「機動戦士ガンダムUC MSV 楔」本橋雄一 角川書店【全1巻】 2012年
- 「MSD（機動戦士ガンダム THE ORIGIN Mobile Suit Discovery）」 資料 ガンダムエース、ORIGIN公式サイト 2015年-
  - 漫画「機動戦士ガンダム THE ORIGIN MSD ククルス・ドアンの島」 おおのじゅんじ 角川書店 【全5巻】 2016年-2019年

## ゲーム作品
「ガンダムシリーズのゲーム作品」も参照。ゲーム作品とそのコミカライズ・ノベライズ。
- 「機動戦士ガンダムF91 フォーミュラー戦記0122」 バンダイ 1991年
  - 漫画/岩村俊哉 講談社（「ガンダムマガジン名作集」に収録） 1991年
- 「機動戦士ガンダム アドバンスドオペレーション」 ファミリーソフト 1992年
- 「機動戦士ガンダム リターン・オブ・ジオン」 ファミリーソフト 1993年
- 「死にゆく者たちへの祈り」 バンダイ（機動戦士ガンダム CROSS DIMENSION 0079 収録エピソード） 1995年
- 「機動戦士ガンダム外伝 THE BLUE DESTINY」 バンダイ 1996年–1997年
  - 小説/皆川ゆか 講談社（マガジンノベルススペシャル / 講談社文庫） 1997年
  - 漫画/高山瑞穂 講談社（KCDX / KPC） 1996年-1997年
  - 漫画「ザ・ブルー・ディスティニー」 シナリオ：千葉智宏（スタジオオルフェ） 作画：たいち庸 角川書店【既刊8巻】 2015年-
- 「機動戦士ガンダム外伝 コロニーの落ちた地で…」 バンダイ 1999年
  - 小説/林譲治 角川書店 1999年–2000年
  - 漫画
    - 「連邦編」 千葉智宏、祭丘ヒデユキ マガジンZ（未単行本化） 1999年
    - 「ジオン編」 千葉智宏、木下ともたけ マガジンZ（未単行本化） 2000年
    - 「機動戦士ガンダム GROUND ZERO コロニーの落ちた地で」  才谷ウメタロウ  角川書店【既刊-巻】2017年-
- 「G-SAVIOUR」 サンライズインタラクティブ 2000年
- 「ジオニックフロント 機動戦士ガンダム0079」 バンダイ 2001年
  - 小説/林譲治 角川書店【全2巻】 2001年
- 「機動戦士ガンダム戦記 Lost War Chronicles」 バンダイ 2002年
  - 小説/林譲治 角川書店【全2巻】 2002年
  - 漫画/夏元雅人 角川書店【全2巻】/ 完全版 角川書店【全2巻】  2002年–2003年
- 「機動戦士ガンダム外伝 宇宙、閃光の果てに…」 バンダイ（「機動戦士ガンダム めぐりあい宇宙」に収録） 2003年
  - 小説/宮本一毅 角川書店 2003年
  - 漫画/夏元雅人 角川書店【全3巻】 2004年–2005年
- 「機動戦士ガンダム クライマックスU.C.」 バンダイ 2006年
  - 漫画「機動戦士ガンダム クライマックスU.C.-紡がれし血統-」 森田崇 角川書店【全2巻】 2006年–2007年
- 「機動戦士ガンダム戦記 BATTLE FIELD RECORD U.C.0081」 ゲーム バンダイ 2009年
  - 漫画「機動戦士ガンダム戦記-水天の涙-」 夏元雅人 角川書店【全4巻】 2009年–2011年
- 「機動戦士ガンダム外伝 ミッシングリンク」  バンダイナムコゲームス 2014年
  - 漫画 おおのじゅんじ 角川書店【全4巻】 2014年-2016年
- 「機動戦士ガンダム バトルオペレーション Code Fairy」 バンダイナムコエンターテインメント 【全3弾】 2021年
  - 漫画 高木秀栄 角川書店 2021年-
- 「機動戦士ガンダム U.C. ENGAGE」 バンダイナムコエンターテインメント 2021年

## 音声作品・ドラマCD
- 「機動戦士ガンダム0083 STARDUST MEMORY CDシネマ ルンガ沖砲撃戦」CDシネマ ビクター音楽産業 1992年
- 「機動戦士ガンダム0083 STARDUST MEMORY CDシネマ 宇宙の蜉蝣」CDシネマ ビクター音楽産業 1992年
- 「機動戦士ガンダム 第08MS小隊」 CDドラマ キングレコード【全2作】 　1996年
- 「G-SAVIOUR Soundcinema」 CDドラマ ビースタック、パイオニアLDC【全3巻】 2000年-2001年